# Bateria chumbo-ácido
Acumulador de chumbo, também conhecido como bateria de chumbo-ácido, foi inventado pelo francês Gaston Planté em 1859. É uma associação de pilhas (chamadas de elementos, na linguagem da indústria de baterias) ligadas em série.

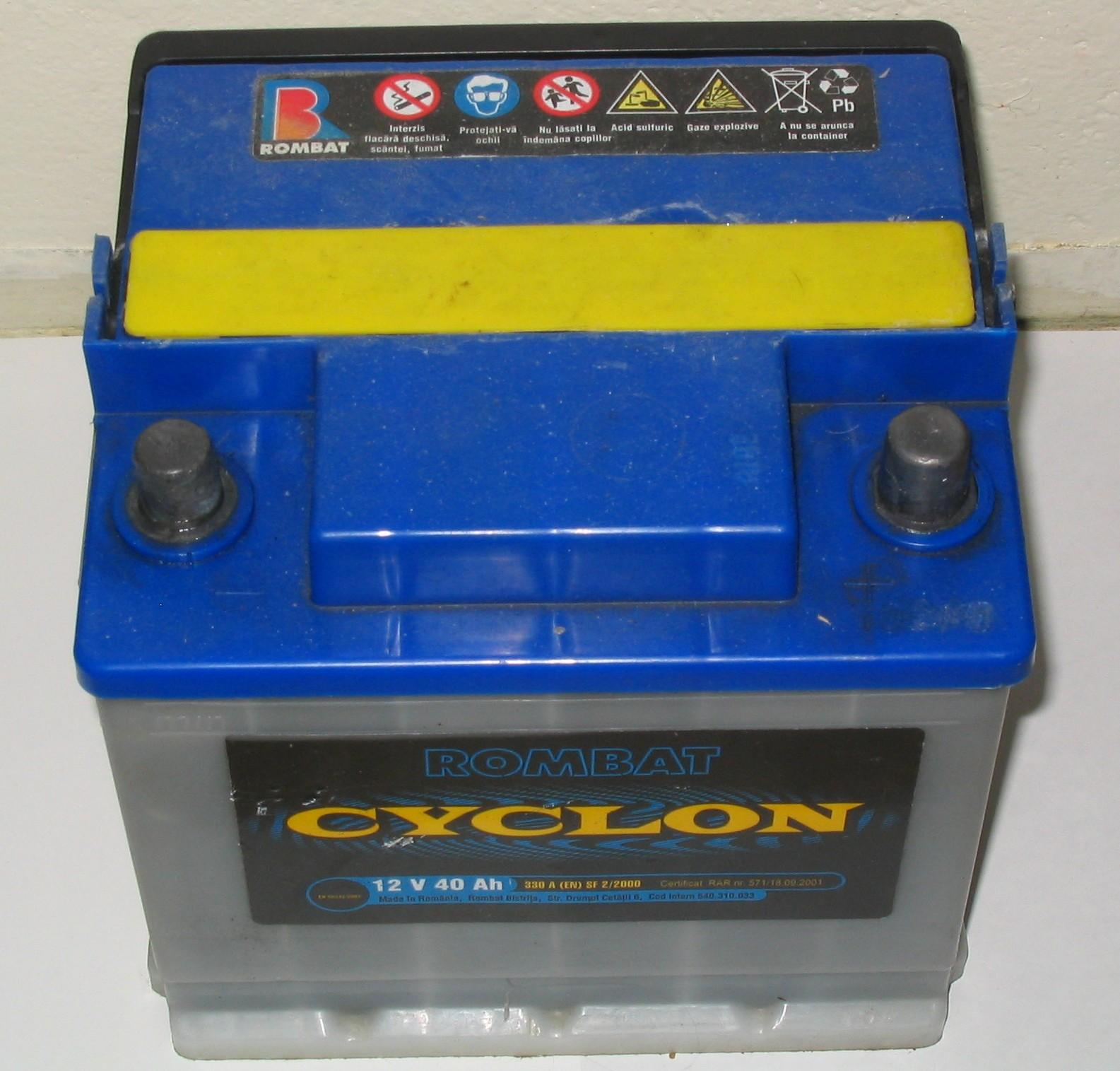
Um acumulador de chumbo

A tensão elétrica de cada pilha é de aproximadamente 2 volts. Uma bateria de pilhas, que é a mais comum nos carros modernos, fornece uma tensão elétrica de 12V. Associações ainda menores são usadas em tratores, aviões e em instalações fixas, como centrais telefônicas e aparelhos de PABX.
A bateria de chumbo-ácido é constituída de dois eletrodos; um de chumbo esponjoso e o outro de dióxido de chumbo em pó, ambos mergulhados em uma solução de ácido sulfúrico com densidade aproximada de 1,28g/mL dentro de uma malha de chumbo puro ou ligas de chumbo. O chumbo puro oferece maior resistência a corrosão, mas é muito maleável, o que dificulta o processo produtivo. Por esse motivo são usadas ligas com antimônio, cálcio e outros materiais.
Quando o circuito externo é fechado, conectando eletricamente os terminais, a bateria entra em funcionamento (descarga), ocorrendo a semi-reação de oxidação no chumbo e a de redução no dióxido de chumbo.
No acumulador, o chumbo é o ânodo enquanto que o dióxido de chumbo é o cátodo. As reações químicas que acontecem durante a descarga são:
Reação na parte negativa:
Pb(s) + 
H2SO4(aq) → 
PbSO4(s) + 2
H+(aq) + 2e−
Reação na parte positiva:
PbO2(s) + 
H2SO4(aq) + 2
H+(aq) + 2e− → 
PbSO4(s) + 2
H2O(l)
Reação Total:
Pb(s) + 
PbO2(s) + 2
H2SO4(aq) → 2
PbSO4(s) + 2
H2O(l)
A reação do cátodo e do ânodo produzem sulfato de chumbo (
PbSO4), insolúvel que adere aos eletrodos. Quando um acumulador está se descarregando, ocorre um consumo de ácido sulfúrico, assim diminui a densidade da solução eletrolítica (água e ácido sulfúrico). Deste modo medindo-se a densidade da solução eletrolítica pode-se saber qual a magnitude da carga ou descarga do acumulador (a densidade tem relação com a quantidade de ácido sulfúrico presente na mistura).
Os acumuladores tem a vantagem de poderem ser recarregados. Isso é possível graças aos íons móveis que, ao receberem energia elétrica, invertem a reação química de descarga (reação não espontânea), regenerando os reagentes. Quando são recarregados, esses acumuladores precisam ser monitorados, pois quando recarregados, liberam gases perigosos como hidrogênio e oxigênio, com a eletrólise da água no eletrólito. Se for recarregado demais, o dispositivo pode explodir.
Para o acumulador recarregar faz-se passar corrente contínua do eletrodo de dióxido de chumbo para o de chumbo o que resulta na inversão das reações. Neste processo o ácido sulfúrico é regenerado; por isso a porcentagem de ácido sulfúrico indica o grau de carga ou descarga do acumulador. Quando está descarregado, o acumulador tem placas de sulfato de chumbo e o eletrólito diluído. Já quando está carregado, possui placas de chumbo e óxido de chumbo, imersas em ácido sulfúrico aquoso.
Durante o funcionamento normal de um automóvel, a bateria fornece eletricidade para dar partida; para acender os faróis automotivos; ligar o rádio, limpador de para-brisa, luzes de direção, buzina, etc. e recebe energia do gerador para se recarregar.